# Acción Popular de Guinea Ecuatorial
Acción Popular de Guinea Ecuatorial (APGE) es una formación política de Guinea Ecuatorial alineada en la oposición al gobierno de Teodoro Obiang. Sus principales representantes han sido Miguel Eson Eman y Casiano Masi Edu. El partido cuenta con una organización de Nuevas Generaciones. Sus anteriores secretarios generales fueron Miguel Esopo Eman y Carmelo Mba Bakale.
En agosto de 1998 participó en el llamado "Pacto Democrático General para la Reconciliación Nacional, Gobernabilidad y Estabilidad Política de Guinea Ecuatorial", junto a la Convergencia para la Democracia Social (CPDS), el Movimiento para la Autodeterminación de la Isla de Bioko (MAIB) y el Partido de la Coalición Democrática de Guinea Ecuatorial (PCD).
Participó en la creación en Madrid el agosto de 2003 del Gobierno de Guinea Ecuatorial en el Exilio, tras el acuerdo con otras dos formaciones de la oposición política, el Partido del Progreso de Guinea Ecuatorial (PP) y el Partido Liberal de Guinea Ecuatorial (PL). Posteriormente, en enero de 2005, también se integrará en la coalición Demócratas por el Cambio para Guinea Ecuatorial.
Durante muchos años fue dirigida por Carmelo Mba Bakale, un exlíder de la formación política de oposición PP, quien tras su salida del mismo formó la Unión de Centro Derecha de Guinea Ecuatorial en 2004. En 2006 un congreso en la ciudad de Bata le eligió como nuevo líder de la APGE.
Participó en las elecciones legislativas de Guinea Ecuatorial de 2008 y en las elecciones legislativas de Guinea Ecuatorial de 2013, en ambas ocasiones sin conseguir representación. En las elecciones legislativas de 2017 fue uno de los partidos opositores que se coaligó junto al gobernante Partido Democrático de Guinea Ecuatorial (PDGE).
En su último congreso, celebrado en Bata, Eduardo Mba Bakale (hijo de Carmelo Mba Bakale) fue elegido nuevo líder del partido.
La Acción Popular se encuentra dividida en dos facciones: una facción pro gubernamental (que desempeña sus actividades en el interior del país) y otra opositora que colabora habitualmente con la oposición guineana en el exilio.